# Гиперат
Гиперат (њем. Gipperath) општина је у њемачкој савезној држави Рајна-Палатинат. Једно је од 107 општинских средишта округа Бернкастел-Витлих. Према процјени из 2010. у општини је живјело 259 становника. Посједује регионалну шифру (AGS) 7231036.

## Географски и демографски подаци
Гиперат се налази у савезној држави Рајна-Палатинат у округу Бернкастел-Витлих. Општина се налази на надморској висини од 370 метара. Површина општине износи 4,9 km². У самом мјесту је, према процјени из 2010. године, живјело 259 становника. Просјечна густина становништва износи 53 становника/km².